# Mazda Capella
Mazda Capella — автомобіль середнього класу, що розроблений та вироблявся японською компанією Mazda Motor Corporation з 1970 по 2002 рік. На "ліворульному" європейському та американському ринках модель відома як Mazda 626. На базі цього автомобіля, Ford Motor Company були створені моделі Ford Telstar та Ford Probe.
Експортна Mazda 626 була заснована на моделі Mazda Capella, що випускалася переважно для японського ринку. Вона замінила моделі 616/618 та RX-2 у 1979 році і протрималася аж до 2002 року, коли родина автомобілів Mazda поповнила Mazda 6. Всього по світу було продано 4'345'279 автомобілів цієї моделі, в тому числі під назвою «Ford Telstar». Пізніше лінійка була перейменована, і стала широко відомою з 2002 року як Mazda 6 / Mazda Atenza.
Mazda 626 також продавалася як Ford Telstar в Азії, Австралії та Південній Африці, але пізніше була замінена автомобілем Ford Mondeo, який випускається в Європі. Тоді як в Європі модель що випускалася завжди була великого розміру, в Північній Америці перші два покоління 626-й були компактними автомобілями, а третє, четверте і п'яте покоління — автомобілями середнього розміру.

## Перше покоління (1970–1978)
Перша Capella зійшла з конвеєра в 1970 році і її виробництво тривало до 1974 року. Автомобіль був оснащений 4-циліндровим двигуном об'ємом 1,6 літра та потужністю 104 к.с.
На експорт машина йшла під назвою Mazda 616 в варіантах кузова седан і купе. 616-й відігравав важливу роль в стратегії розвитку Mazda на американському ринку в 1971 році. Рік по тому, інженери компанії встановили на нього більш потужний двигун об'ємом 1,8 літра. Автомобіль отримав назву Mazda 618.
|                                               |
| Mazda Capella Rotary купе (Японія), 1970–1971 |

|                           |
| Mazda Capella (Австралія) |

|                     |
| Mazda Capella ззаду |

## Друге покоління (CB; 1978–1982)
Друге покоління задньопривідних Capella вироблялася з 1978 по 1982 рік. У всьому світі вона відома під назвою Mazda 626, і тільки у Великій Британії як Mazda Montrose. Такою назвою вона зобов'язана місту Монтроз в Шотландії, де знаходиться місцеве представництво фірми Mazda. Автомобіль збирався в двох комплектаціях: із 3- і 4-ступінчастою механічною коробкою передач. У 1982 році, з нагоди 10-річного ювілею відкриття складальної лінії в Новій Зеландії, обмеженим тиражем вийшла модель з 5-ступінчастою механічною КПП. До числа характерних відмінностей цієї ювілейної серії можна віднести: збільшені бампери, додаткові фари дальнього світла на решітці радіатора, вбудований AM-радіоприймач, легкосплавні диски і оббивка салону з велюру.
|                                    |
| Mazda Montrose 2.0 Coupé (CB) 1980 |

## Третє покоління (GC; 1982–1987)
|                         |
| Mazda Capella (GC) 1985 |

|                    |
| Mazda Capella (GC) |

## Четверте покоління (GD/GV; 1987–1992)
|                         |
| Mazda Capella (GD) 1987 |

|                               |
| Mazda Capella Coupe (GD) 1988 |

|                                        |
| Mazda Capella Wagon Field Cruiser (GV) |

|                          |
| Mazda Capella Wagon (GV) |

|                                      |
| Mazda Capella Wagon SX Cruising (GV) |

## П'яте покоління (CG; 1991-1997)
|                    |
| Mazda Capella (CG) |

|                         |
| Mazda Capella (CG) 1994 |

|                                     |
| Mazda Capella. Поліція в Гонг-Конзі |

## Шосте покоління (GF/GW; 1997–2002)
|                                   |
| Mazda Capella sedan (GF) 1997.jpg |

|                    |
| Mazda Capella (GF) |

|                     |
| Mazda Capella Wagon |

|                          |
| Mazda Capella Wagon S-RX |